# Idioma ronga
Xironga, también llamada Ronga, ShiRonga o GiRonga, es una de las lenguas originarias de la provincia y ciudad de Maputo, en Mozambique. Forma parte de la rama Tswa-Ronga de las lenguas bantú. Tiene unos 650.000 hablantes en Mozambique y otros 90.000 en África del Sur.
Algunos lingüistas consideran que esta lengua es una forma de dialecto de la lengua xiTsonga.
Actualmente, la lengua, que fue la más hablada en la capital del país, está amenazada por la preponderancia del portugués y del xangana. 
Este idioma también es conocido como landim para los que hablan portugués, mientras que sus propios hablantes se refieren a ella como xilandi.